# Vzhodni razkol
Vzhódni razkòl (včasih tudi Vélika shízma)  označuje razkol, ki je razdelil krščanski svet na rimskokatoliški in pravoslavni del; natančneje bi lahko rekli, da se je ločil Carigrajski patriarhat od Rimskega, s katerim je bil dotlej večinoma povezan. Čeprav navadno kot letnico razkola navajajo leto 1054, ko so papeževi poslanci in patriarh Mihael I. izobčili drug drugega, pa je bil Vzhodni razkol pravzaprav posledica daljšega obdobja stopnjevanja napetosti med obema cerkvama. Po Grivcu je že v dotedanjem času bilo med Rimom in Carigradom okrog 300 let večjih in manjših razkolov, ki pa so se na kraju izgladili. 
Poenostavljeno bi mogli reči, da je bil prvi kamen spotike vprašanje papeževega prvenstva. Rim je menil, da ima prvenstvo med štirimi vzhodnimi patriarhi; le-ti pa so zagovarjali večinoma mnenje, da je rimski patriarh le prvi med enakimi patriarhi (primus inter pares). Drugi kamen spotika nej bi bilo teološko vprašanje, ali Sveti Duh (kot je bilo najprej v nicejsko-carigrajski veroizpovedi) izhaja le iz Očeta ali pa tudi iz Sina (kot še danes zagovarja Rim). Poleg obeh poglavitnih razlogov je obstajala še vrsta manjših razlik, ki se nanašajo na različno izvajanju liturgičnih predpisov. Obstaja še nekaj nepomembnih razlik; vse skupaj pa ni bilo razlog razkola, ampak so jih začeli naštevati in jim dodajati še druge nepomembne razlike, da bi razkol opravičili. Po Grivcu so se na Vzhodu na razkol tako hitro privadili, da niso več čutili potrebe po zbližanju skozi stoletja. Po njegovem mnenju pa je bil glavni razlog kakor tudi glavna rzalika v kulturnem okolju: na vzhodu je prevladovalo grško, na zahodu pa rimsko: tako jezik, pravo - pa tudi drugi predpisi in navade. 
Razkol cerkve je potekal po doktrinalnih, teoloških, jezikoslovnih, političnih in geografskih ločnicah, in še do zdaj ni zaceljen. Moralo bi se sicer reči, da sta se obe cerkvi znova združili leta 1274 z drugim lyonskim koncilom in leta 1439 z baselskim koncilom, vendar pa je sklepe obeh koncilov pravoslavna stran v celoti zavrnila, saj so v ustvarjanju »unij« zaobšli avtoriteto patriarhov. Tudi nadaljnji poskusi zbliževanja so bili neuspešni, nekaj cerkvenih skupnosti pa je medtem zamenjalo tabora (tkim. katoliška cerkev vzhodnega obredja). V večjem delu pa sta vzhodna in zahodna cerkev ostali ločeni, in vsaka od njiju zastopa stališče, da je sama »ena sveta katoliška in apostolska cerkev«, s čimer nakazuje, da je druga stran tista, ki je v razkolu zapustila pravo Cerkev.

## Izvor
Od svojih najzgodnejših dni je krščanska Cerkev priznavala poseben položaj treh škofov, ki so bili znani kot patriarhi. To so bili rimski škof, aleksandrijski škof in antiohijski škof. Kalcedonski koncil jima je leta 451 dodal še dva: carigrajskega in jeruzalemskega. Patriarhi so imeli avtoriteto nad ostalimi škofi v Cerkvi. Med njimi je imel rimski škof (papež) še poseben, višji status, ki je po eni strani izviral iz nasledstva svetega Petra kot prvega rimskega škofa, po drugi strani pa je njegov sedež sovpadal s prestolnico rimskega imperija. Svoj poseben položaj, ki pa ni vključeval pravice veta ali drugih monarhičnih pristojnosti nad ostalimi patriarhi, je ohranil tudi potem, ko je Konstanin Veliki leta 330 prestavil prestolnico cesarstva iz Rima v Konstantinopel.
Razkol rimskega cesarstva je nadalje prispeval k razkolu v Cerkvi. Teodozij Veliki je bil zadnji cesar, ki je vladal združenemu rimskemu cesarstvu. Po njegovi smrti leta 395 je bilo ozemlje cesarstva razdeljeno na vzhodno in zahodno polovico, vsaki od njiju pa je vladal svoj cesar. Ob koncu petega stoletja je bilo zahodno rimsko cesarstvo zdesetkano od vpadov barbarov, medtem ko je vzhodno rimsko cesarstvo (znano tudi kot bizantinsko cesarstvo še naprej prosperiralo. Tako je prva padla politična enotnost cesarstva.
K razkoraku med vzhodom in zahodom pa so prispevali tudi drugi dejavniki. Tako je bila na zahodu prevladujoč jezik latinščina, na vzhodu pa grščina. Kmalu po padcu zahodnega cesarstva je naglo upadlo število tistih, ki so govorili tako latinsko kot grško, kar je dodatno otežilo sporazumevanje med vzhodom in zahodom. Ko je padla jezikovna enotnost, ji je kmalu sledila tudi kulturna. Obe polovici Cerkve sta bili tako razdeljeni po podobnih ločnicah: uporabljali sta različno obredje in imeli različne pristope do verskih doktrin. Čeprav so Cerkev do velikega razkola ločila še stoletja, pa je bil njegov obris že zaznaven.

## Zgodnji razkoli
Veliki razkol ni bil prvi razkol med vzhodom in zahodom: prvo tisočletje Cerkve sta zaznamovali skupno dve polni stoletji razkolov. Med leti 343 in 398 je bila Cerkev razcepljena glede arianizma, doktrine, ki je imela na vzhodu številne privržence, papež na zahodu pa jo je obsodil. Nova nasprotovanja so vzplamtela leta 404, ko je bizantinski cesar Arkadij odstavil Janeza Krizostoma, carigrajskega patriarha, ki je užival podporo Rima. Papež je kmalu prekinil vse stike z vzhodnimi patriarhi, saj so ti podprli prepoved Krizostomovega delovanja. Spor je bil zglajen šele leta 415, ko so vzhodni patriarhi za nazaj priznali Krizostoma kot legitimnega patriarha.
Naslednji konflikt je izbruhnil leta 482, ko je Zenon izdal edikt, znan kot »Henotikon«, v katerem je skušal poenotiti razlike med večino cerkva na eni strani, ki so menile, da je imel Jezus Kristus dve naravi, človeško in božjo, ter monofiziti na drugi strani, ki so menili, da je imel Jezus zgolj božjo naravo. Edikt je obsodil papež Feliks III. Leta 484 je papež izobčil Akacija, carigrajskega patriarha, na čigar prigovarjanje je Zenon izdal »Henotikon«. Razkol je bil poravnan šele leta 519 – več kot trideset let kasneje – ko je bizantinski cesar Justin I. priznal Akacijevo izobčenje. Medtem pa so monofizitizem že prevzeli patriarhi v Aleksandriji, Antiohiji in Jeruzalemu. Tako je v Cerkvi, čeravno je bila formalno enotna, že prihajalo do razhajanj.

## Vzhodni razkol
Katalizatorji velikega razkola zajemajo:
- vključitev dodatka o izhajanju Svetega Duha iz Sina v nicejsko veroizpoved, ki jo je uvedla Cerkev v Rimu v izrecnem nasprotju ukazov efeškega koncila, zaradi česar ga ima vzhodna cerkev za nekanoničnega
- razhajanja o meji pristojnosti vzhodne in zahodne cerkve na Balkanu
- naziv »ekumenski patriarh«, ki si ga je nadel carigrajski patriarh, kar so v Rimu razlagali kot »vesoljni patriarh«, čemur so nasprotovali
- razhajanja o tem, ali ima rimski patriarh nadoblast nad ostalimi patriarhi. Vseh pet patriarhov edine svete katoliške in apostolske cerkve se je strinjalo v tem, da ima rimski patriarh višji položaj od ostalih; razhajali pa so se glede tega, ali ima oblast nad ostalimi
- koncept cezaropapizma, oblike ureditve, pri kateri vladar združuje vrhovno posvetno in versko oblast, ki sta bili fizično razdruženi pred mnogimi stoletji, odkar je bila prestolnica prestavljena iz Rima v Konstantinopel. Mnenja o tem, v kolikšni meri je »cezaropapizem« dejansko obstajal in v kolikšni meri je ta koncept produkt poznejših zahodnoevropskih zgodovinarjev, so deljena.
- določene liturgične prakse, ki jih je uvedla zahodna cerkev; denimo raba nevzhajanega kruha za obhajilo. Po drugi strani spremembe v obredju, ki jih je uvedla vzhodna cerkev – npr. namakanje kruha v vino med obhajilom – niso bile nikoli vzrok razkolom, čeprav jih je Rim večkrat obsodil.

Konflikt je privedel do tega, da sta se papež Leon IX. in carigrajski patriarh Mihael leta 1054 prek odposlancev vzajemno izobčila (do preklica izobčenja je prišlo s skupno deklaracijo šele leta 1965) ter da se je dotlej formalno enotna Cerkev razdelila na dve cerkvi, katoliško in pravoslavno, vsaka od katerih se ima za naslednico »edine svete katoliške in apostolske cerkve«. Shizma leta 1054, ki je bila bolj zadeva visokih krogov in navadnega ljudstva ni zadevala, se je dejansko dovršila ob latinskem zavzetju in oplenitvi Bizanca leta 1204. Čeprav vsi stiki niso bili prekinjeni vse do otomanske zasedbe Konstantinopla leta 1453, se osnovni razkol ni nikoli poravnal.
Potrebno je omeniti, da je bil papež Leon IX. v času vzajemne izobčitve že mrtev. S tem je oblast kardinala Humberta, papeževega odposlanca, formalno ugasnila, in pravzaprav ni imel pristojnosti za izobčenje patriarha Mihaela. Po letu 1054 so številni vzhodni kristijani gledali na razkol kot na spor med posameznikoma; v tem stališču jih je podpiralo tudi dejstvo, da noben ekumenski koncil ni nikoli izobčil druge cerkve kot celote. Zategadelj številne vzhodne cerkve trdijo, da se niso nikoli odcepile od zahodne cerkve.